# 山田章博
山田章博（1957年2月10日—），日本漫畫家及插畫家，出生於高知縣高知市，目前住在京都府。作品類型涵蓋漫畫、插畫、動畫及電玩人物設定等。

## 簡歷
- 1981年－以作品出道。
- 1996年－獲得第27回星雲賞（美術部門）

## 作品列表

### 漫畫
- 人魚變生
- 百花庭園的悲劇（百花庭園の悲劇）
- 夢的博物誌（夢の博物誌）
- BAMBOO HOUSE
- 最後大陸（ラスト．コンチネント）
- 羅德斯島戰記－法理斯的聖女（ロードス島戦記－ファリスの聖女，水野良原著）
- 妖魔偵探帖（おぼろ探偵帖）
- 紅色魔術偵探團（紅色魔術探偵団）
- Beast of East東方眩暈錄

### 繪本
- 星界物語

### 插畫
- 真幻魔大戰（平井和正著）
- 十二國記（小野不由美著）
- 羅德斯島傳說（水野良著）
- 狩火之王（日向理惠子著）

### 動畫人物設定
- 翼神世音 - RahXephon

### 特攝造型設計
- 假面騎士鎧武 - 怪人造型設計（部分）

### 電影造型設計
- 忍－SHINOBI－ - 主要人物概念設計

## 外部連結
- 公式「山田章博」 （页面存档备份，存于）
- 山田章博作品目録「破弧」 （页面存档备份，存于）